# Ectropis conifera
Ectropis conifera là một loài bướm đêm trong họ Geometridae.